# 삼이로
삼이로(Sami-ro)는 경상남도 남해군 삼동면 지족삼거리 에서 남해군 이동면 탑동교차로를 잇는 경상남도의 도로이다.

## 주요 경유지
경상남도
- 남해군 (삼동면 . 이동면)

## 노선
| 이름                    | 접속 노선                | 소재지 | 소재지 | 비고 |
| ----------------------- | ------------------------ | ------ | ------ | ---- |
| 지족삼거리              | 국도 제5호선 (동부대로)  | 남해군 | 삼동면 |      |
| 시문사거리              | 봉화로                   | 남해군 | 삼동면 |      |
| 난양교                  |                          | 남해군 | 이동면 |      |
| 이동교                  |                          | 남해군 | 이동면 |      |
| 무림삼거리(이동 교차로) | 국도 제19호선 (남해대로) | 남해군 | 이동면 |      |

## 주요 건물 및 시설
- 미니스톱 남해삼동점 (삼이로 11/지족리 534-1)
- SK에너지 동남해주유소 (삼이로 18/지족리 380-1)
- S-OIL 삼동주유소 (삼이로 344/영지리 1195-1)